# Bruny Surin
Bruny Surin (Cap-Haïtien, 12 luglio 1967) è un ex velocista e lunghista canadese.
In carriera ha vinto l'oro con la staffetta 4×100 metri ai Giochi olimpici di Atlanta 1996.

## Biografia
Nato ad Haiti, Surin si trasferì a Montréal con la sua famiglia quando aveva 8 anni. Fece il suo debutto ai Giochi panamericani del 1987 con un quindicesimo posto ottenuto nel salto in lungo, risultato che ottenne anche a Seul 1988.
Dopo i Giochi olimpici di Seul, dove aveva gareggiato nel salto in lungo, il manager italiano Enrico Dionisi lo portò a Siena e lo affidò all'allenatore Franco Barucci che, dopo aver effettuato alcuni test, lo convinse a dedicarsi ai 100 m piani, pronosticandogli, a quel tempo, un risultato intorno ai 10"1. Surin era incredulo ma ne seguì i consigli ed infatti, quando in estate corse ai Campionati canadesi, vinse il titolo con il tempo di 10"14.
Nel 1990 vince la medaglia di bronzo nei 100 m piani ai Giochi del Commonwealth (in cui ottenne anche un quinto posto nel lungo), mentre ai Mondiali del 1991 a Tokyo fu ottavo sia nei 100 m che nella staffetta 4×100 m.
A Barcellona 1992 si qualificò per la finale dei 100 m, fallendo la medaglia. Arrivò quinto nei 100 m e vinse il bronzo nella staffetta 4×100 metri ai Mondiali di Stoccarda del 1993. Ai Giochi del Commonwealth del 1994 vinse l'oro della staffetta 4×100 m con la squadra canadese.
Ai Mondiali del 1995 disputatisi a Göteborg fu secondo dietro al connazionale Donovan Bailey nei 100 m e vinse l'oro nella staffetta 4×100 anche grazie all'assenza della squadra statunitense, che non passò le batterie di qualificazione.
Ai Giochi olimpici di Atlanta 1996 non arrivò in finale nei 100 m, dove vinse il connazionale Donovan Bailey. Per Surin una possibilità d'oro olimpico c'era ancora: la squadra canadese della staffetta sfidava gli USA che giocavano in casa. Come terzo componente di una squadra composta anche da Robert Esmie, Glenroy Gilbert e Bailey, Surin detronizzò i padroni di casa e diede l'oro al Canada. In assenza degli USA, l'anno dopo ad Atene la squadra canadese vinse ancora, stavolta ai Mondiali. Per Surin anche un settimo posto nei 100 m.
Dopo un altro oro con la staffetta nel 1998 ai Goodwill Games, ai Mondiali 1999 di Siviglia ottenne l'argento nei 100 m con il tempo di 9"84, dietro a Maurice Greene e davanti a Dwain Chambers.
Eliminato nella semifinale olimpica dei 100 m di Sydney 2000, si è ritirato dopo i Mondiali 2001 ad Edmonton in seguito ad un infortunio.

## Record nazionali

### Seniores
- 60 metri piani indoor: 6"45 ( Liévin, 13 febbraio 1993)
- 100 metri piani: 9"84 ( Siviglia, 22 agosto 1999)
- Staffetta 4×100 metri: 37"69 ( Atlanta, 3 agosto 1996) (Robert Esmie, Glenroy Gilbert, Bruny Surin, Donovan Bailey)

## Palmarès
| Anno                         | Manifestazione           | Sede            | Evento         | Risultato  | Prestazione | Note                                    |
| ---------------------------- | ------------------------ | --------------- | -------------- | ---------- | ----------- | --------------------------------------- |
| In rappresentanza del Canada |                          |                 |                |            |             |                                         |
| 1986                         | Mondiali juniores        | Atene           | Salto triplo   | 11º        | 13,30 m     |                                         |
| 1987                         | Mondiali                 | Roma            | Salto in lungo | Qualif.    | nm          |                                         |
| 1988                         | Giochi olimpici          | Seul            | Salto in lungo | 15º        | 7,73 m      |                                         |
| 1989                         | Mondiali indoor          | Budapest        | 60 m piani     | Semifinale | 6"61        |                                         |
| 1989                         | Mondiali indoor          | Budapest        | Salto in lungo | 13º        | 7,57 m      |                                         |
| 1990                         | Giochi del Commonwealth  | Auckland        | 100 m piani    | Bronzo     | 10"12       |                                         |
| 1990                         | Giochi del Commonwealth  | Auckland        | Salto in lungo | 7º         |             |                                         |
| 1991                         | Mondiali indoor          | Siviglia        | 60 m piani     | 8º         | 6"66        |                                         |
| 1991                         | Mondiali                 | Tokyo           | 100 m piani    | 8º         | 10"14       |                                         |
| 1992                         | Giochi olimpici          | Barcellona      | 100 m piani    | 4º         | 10"09       |                                         |
| 1992                         | Giochi olimpici          | Barcellona      | 4×100 m        | Semifinale | dnf         |                                         |
| 1993                         | Mondiali indoor          | Toronto         | 60 m piani     | Oro        | 6"50        | Record dei campionati                   |
| 1993                         | Mondiali                 | Stoccarda       | 100 m piani    | 5º         | 10"02       |                                         |
| 1993                         | Mondiali                 | Stoccarda       | 4×100 m        | Bronzo     | 37"83       | Record nazionale                        |
| 1994                         | Giochi del Commonwealth  | Victoria        | 4×100 m        | Oro        | 38"39       |                                         |
| 1995                         | Mondiali indoor          | Barcellona      | 60 m piani     | Oro        | 6"46        | Record dei campionati                   |
| 1995                         | Mondiali                 | Göteborg        | 100 m piani    | Argento    | 10"03       |                                         |
| 1995                         | Mondiali                 | Göteborg        | 4×100 m        | Oro        | 38"31       |                                         |
| 1996                         | Giochi olimpici          | Atlanta         | 100 m piani    | Semifinale | 10"13       |                                         |
| 1996                         | Giochi olimpici          | Atlanta         | 4×100 m        | Oro        | 37"69       | Record nazionale                        |
| 1997                         | Mondiali indoor          | Parigi          | 60 m piani     | 5º         | 6"57        |                                         |
| 1997                         | Mondiali                 | Atene           | 100 m piani    | 7º         | 10"12       |                                         |
| 1997                         | Mondiali                 | Atene           | 4×100 m        | Oro        | 37"86       | Miglior prestazione mondiale stagionale |
| 1999                         | Mondiali indoor          | Maebashi        | 60 m piani     | 8º         | 6"64        |                                         |
| 1999                         | Mondiali                 | Siviglia        | 100 m piani    | Argento    | 9"84        | Record nazionale                        |
| 2000                         | Giochi olimpici          | Sydney          | 100 m piani    | Semifinale | 50"94       |                                         |
| 2001                         | Mondiali                 | Edmonton        | 100 m piani    | Semifinale | 11"39       |                                         |
| In rappresentanza del Québec |                          |                 |                |            |             |                                         |
| 1994                         | Giochi della Francofonia | Parigi          | 100 m piani    | Oro        | 10"08       | Record dei Giochi                       |
| 2001                         | Giochi della Francofonia | Ottawa-Gatineau | 100 m piani    | Argento    | 10"18       |                                         |

## Altre competizioni internazionali
1995
- 4º alla Grand Prix Final ( Monaco), 100 m piani - 10"17

1998
- 7º alla Grand Prix Final ( Mosca), 100 m piani - 10"20